# Fandom (sito web)
Fandom (precedentemente Wikicities, poi Wikia) è un servizio di web hosting gratuito e dominio gestito da Fandom Inc., che consiste in una collezione di wiki della società Fandom Inc. Creata nel 2004 da Jimmy Wales e da Angela Beesley, guidata da Perkins Miller come amministratore delegato.
Fandom utilizza il software wiki open source MediaWiki, lo stesso utilizzato da Wikipedia. Fandom, Inc. ricava le sue entrate dalla pubblicità e dai contenuti venduti, pubblicando la maggior parte del testo fornito dagli utenti con licenze copyleft. La società gestisce anche il progetto editoriale Fandom associato, offrendo notizie sulla cultura pop e sui giochi.

## Storia

### 2004-2009: Primi anni e crescita
Fandom, Inc. ha sede a San Francisco, in California. La società è stata costituita in Florida nel dicembre 2004 e reinserita in Delaware come Wikia, Inc. il 10 gennaio 2006.
Wikia è stata lanciata il 18 ottobre 2004 sotto il nome di "Wikicities" (che ha invitato confronti con GeoCities), da Jimmy Wales e Angela Beesley Starling, rispettivamente presidente emerito e membro del comitato consultivo della Wikimedia Foundation. Il nome del progetto è stato cambiato in "Wikia" il 27 marzo 2006. Nel mese prima dello spostamento, Wikia annunciò un capitale di rischio di 4 milioni di dollari di investimento da Bessemer Venture Partners e First Round Capital. Nove mesi dopo, Amazon.com investì 10 milioni di dollari in finanziamenti della serie B.
A settembre 2006, aveva circa 1.500 wiki in 48 lingue. Nel tempo, Wikia ha incorporato wiki precedentemente indipendenti come LyricWiki, Nukapedia, Uncyclopedia e WoWWiki. Gil Penchina descrive Wikia all'inizio come "il resto della biblioteca e del portariviste" nell'enciclopedia di Wikipedia. Il materiale è stato anche descritto come informale e spesso confinante con l'intrattenimento, consentendo l'importazione di mappe, video di YouTube e altro materiale wiki non tradizionale.

### 2010-2015: Nuova gestione
Dal 2010, le wiki potevano essere create in 188 lingue diverse. Nell'ottobre 2011, Wikia annunciò che Craig Palmer, ex AD di Gracenote, avrebbe sostituito Penchina come AD. L'8 febbraio 2012, la cofondatrice Beesley Starling annunciò che avrebbe lasciato Wikia per lanciare una startup chiamata ChalkDrop.com. Alla fine di novembre 2012, venne annunciato che Wikia aveva raccolto altri 10,8 milioni di dollari in finanziamenti di serie C da Institution Venture Partners e precedenti investitori Bessemer Ventures Partners e Amazon.com. Altri 15 milioni sono stati raccolti nell'agosto 2014 per finanziamenti della serie D, con investitori come Digital Garage, Amazon, Bessemer Venture Partners e Institutional Venture Partners. Il totale raccolto a questo punto è stato di 39,8 milioni di dollari, circa 35,8 milioni di euro.
Il 4 marzo 2015, Wikia annunciò la nomina di Walker Jacobs, ex vicepresidente esecutivo della Turner Broadcasting System, nella nuova posizione di direttore operativo. Nel dicembre 2015, Wikia ha lanciato il programma Fan Contributor.

### 2016-2018: Marchio Fandom
Il 25 gennaio 2016, Wikia lanciò un nuovo sito di notizie di intrattenimento chiamato Fandom. Il 26 settembre 2016, Wikia annunciò che Wikia sarebbe stata ribattezzata "Fandom powered by Wikia" il 4 ottobre 2016, per associarsi meglio al sito Web Fandom. Wikia, Inc. rimarrebbe con il suo nome attuale. All'epoca, la homepage di Wikia.com era spostata su wikia.com/fandom
Il 4 dicembre 2016, Wikia annunciò l'assunzione di Dorth Raphaely come direttore operativo. Precedentemente Dorth Raphaely aveva lavorato presso la Bleacher Report come direttore generale. A metà del 2018, a seguito di un investimento della società di private equity TPG Capital, Craig Palmer viene sostituito da Andrew Doyle, che ha assunto il ruolo di amministratore delegato ad interim.
Il 15 agosto 2018, Wikia ha annunciato che avrebbe cambiato completamente il suo dominio in fandom.com all'inizio del 2019. Varie Wiki sono state testate con il nuovo dominio durante il 2018, e Wikia ha confermato che il processo sarebbe stato completato entro il 4 febbraio 2019, ad eccezione delle wiki che si concentravano su "argomenti più seri", che avrebbero invece cambiato i loro domini in wikia.org anziché fandom.com. Il processo è stato ritardato di alcune settimane a causa di problemi con le pubblicità di Google, ma è stato completato correttamente il 22 febbraio 2019. 

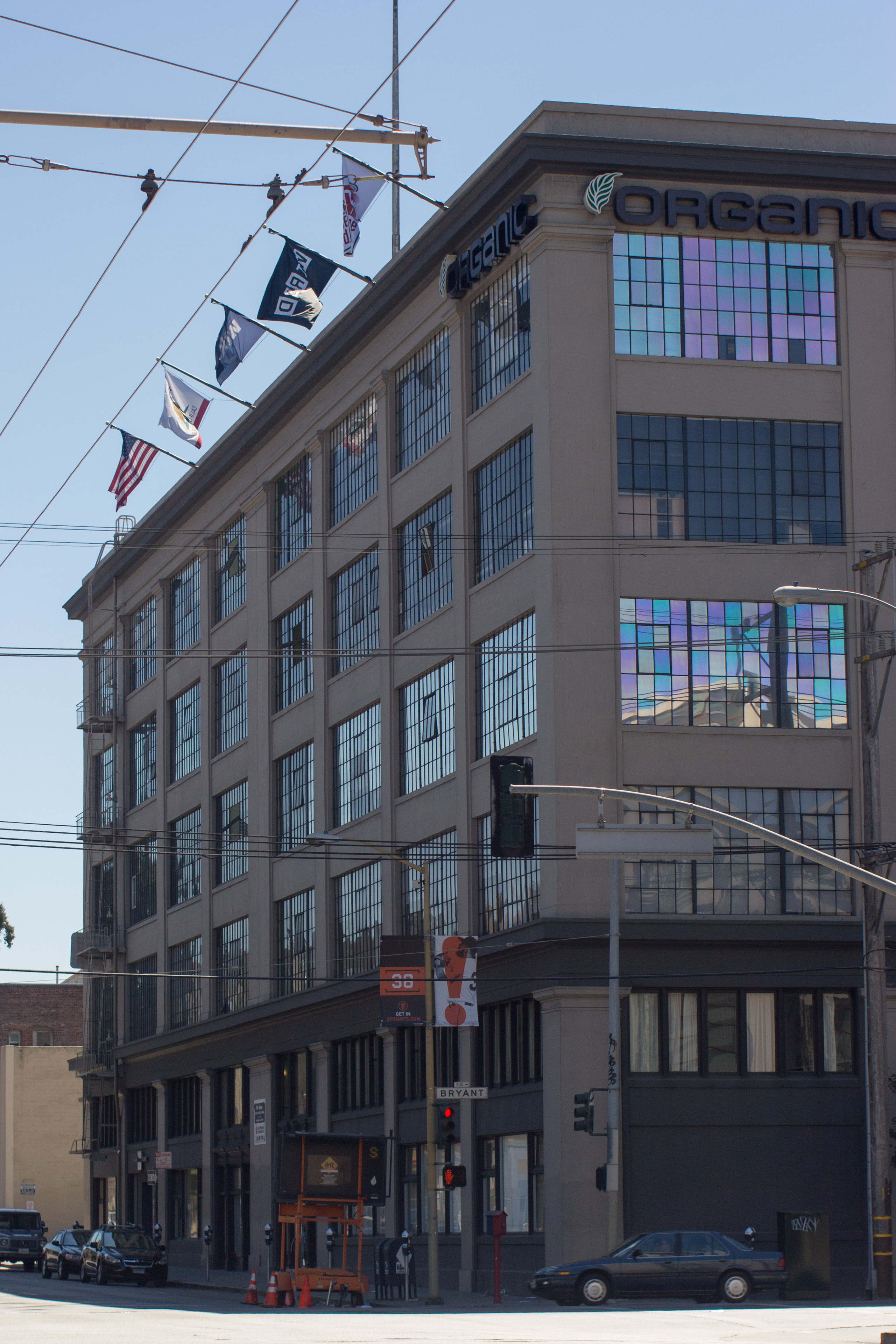
Posizione di Wikia e Wired Building

### 2018-presente: Nuove acquisizioni
Il 2 luglio 2018, è stato annunciato che Fandom aveva acquistato Screen Junkies da Defy Media.
Il 12 dicembre 2018, Fandom ha annunciato di aver acquisito Curse LLC, inclusi i servizi wiki Gamepedia, D&D Beyond, Futhead e Muthead.
Il 20 giugno 2019, Fandom ha annunciato che riscriverà la sua piattaforma principale per utilizzare una versione più recente del software MediaWiki.

## Servizi e caratteristiche

### Wiki
Wikia permette di creare nuove wiki. La maggior parte dei progetti proposti è accettata, mentre alcuni soggetti sono proibiti, come la promozione di droghe, alcool, tabacco e gioco d'azzardo. Wikia richiede che tutto il contenuto sia rilasciato sotto licenza Creative Commons. Sebbene si tratti di due entità completamente distinte ed indipendenti l'una dall'altra, Wikia ha delle inter-relazioni con Wikipedia, in quanto le comunità di Wikia sono spesso collegate ad essa.
Wikia funziona con il software MediaWiki tramite server GNU/Linux. Wikia fornisce sia supporto tecnico che sociale per tutti gli aspetti di funzionamento della comunità wiki.
Il centesimo progetto di Wikia è stato creato il 3 febbraio 2005; a luglio 2007 contava wiki in più di 50 lingue, e ad aprile 2010 si è giunti a più di 100.000 wiki.
Il 27 marzo 2006 Wikia ha annunciato di aver ricevuto 4 milioni di dollari in capitale da un gruppo di investitori.
Tra il 2016 e il 2019 viene effettuato gradualmente il rebranding da Wikia a Fandom, culminato, all'inizio del 2019, con la migrazione delle community dal dominio wikia.com a fandom.com.
Nell'aprile 2019, dopo un preavviso, tutte le wiki del progetto Uncyclopedia ancora ospitate lì vengono chiuse, a causa di varie violazioni dei termini di servizio.

### Motori di ricerca
Il 23 dicembre 2006 Jimbo Wales annunciò i suoi piani relativi alla creazione di un motore di ricerca concorrente di Google. Successivamente, il 7 gennaio 2008 Wikia lanciò la versione alpha del suo motore di ricerca open source Wikia Search, con la particolarità di poter modificare i risultati in stile wiki. Il 31 marzo 2009 venne però annunciata la chiusura del progetto.

## Controversie
Le comunità di Fandom si sono lamentate di annunci inappropriati o pubblicità nell'area del corpo del testo. Non esiste un modo semplice per le singole comunità di passare all'hosting a pagamento convenzionale, poiché Fandom di solito possiede i nomi di dominio pertinenti. Se una comunità lascia Fandom per un nuovo hosting, in genere l'azienda continua a gestire la wiki abbandonata usando il suo nome e contenuto originali, influenzando negativamente le classifiche di ricerca della nuova wiki, per entrate pubblicitarie.
Uno studio empirico condotto nel 2013 su 683 Fandom ha evidenziato che al crescere della numerosità e delle complessità decresce il numero di nuovi amministratori, mentre aumentano in modo più che proporzionale il numero medio di edit degli amministratori effettuati su pagine di servizio e il numero di edit annullati che provengono da utenti di vecchia data e con uno storico di prevalenti contributi accettati.

Tendenzialmente, un gruppo ristretto di utenti acquisisce una posizione formale di autorità all'interno del sito e orienta la propria attività di amministrazione per far sì che le modifiche siano effettuate da un gruppo altrettanto selezionato di membri esperti della comunità. Questa tendenza è in aperta antitesi con i principi di uguaglianza e democrazia connaturati con cui nascono i progetti basati su software collaborativi e aperti.